# Melanozetes crossleyi
Melanozetes crossleyi är en kvalsterart som beskrevs av Valerie M. Behan-Pelletier 2000. Melanozetes crossleyi ingår i släktet Melanozetes och familjen Ceratozetidae. Inga underarter finns listade i Catalogue of Life.